# 마린 르펜
마리옹 안 페린 "마린" 르펜(프랑스어: Marion Anne Perrine "Marine" Le Pen, 1968년 8월 5일~)은 프랑스의 정치인, 변호사이다. 2011년 1월 16일부터 우파 정당인 국민연합 (전 국민전선)의 당대표를, 2017년부터 프랑스 하원의 파드칼레 11구 지역구 의원을 맡고 있다.
국민전선 창립자인 극우파 정치인 장마리 르펜의 막내딸이며, 두 번 결혼했으나 모두 이혼하였고 슬하에 1남 2녀를 두고 있다.

## 생애

### 정치 활동
2012년 프랑스 대통령 선거를 앞두고 한 신문사가 실시한 대선 여론 조사에서, 니콜라 사르코지 대통령과 마르틴 오브리를 누르고 1위를 차지했다. 2012년 4월 22일 프랑스에서 열린 대통령 선거에서 총 득표자 중 약 640만 표, 17.9%의 득표율로 3위를 차지하였다.
극우파 정당이라는 틀을 유지하면서, 아버지 장 마리 르펜과 달리 되도록이면 인종 차별을 자제하는 스타일로 국민전선을 이끌고 있다. 2015년 8월에는 홀로코스트를 부정한다는 발언을 한 장 마리 르펜을 국민전선에서 퇴출했다.
2017년 대선에 다시 출마했으나 중도를 표방한 에마뉘엘 마크롱에게 패했다. 2019년 프랑스 마린 르펜 국민연합 대표는 2017년 대선 공약으로 프랑스의 EU 탈퇴를 내걸었으나 대선 패배 후 EU 개혁을 주장하는 쪽으로 입장을 바꿨다.
2022년 프랑스 대통령 선거에는 마린 르펜 외에 마크롱 대통령과 10명의 후보가 출마하였다.
2024년 6월 30일 치러진 프랑스 총선 1차 투표에서 르펜 대표의 국민연합이 득표율 33.2%를 기록해 선두를 달렸다. 1차 투표에서 극우 정당이 승리한 것은 이번이 처음으로 원내 제1당을 노릴 수 있는 수준으로 평가되었다. 그러나 7월 8일 실시된 2차 투표에서 반극우 표심의 결집으로 국민연합과 연대정당은 143석을 확보하며 원내 제3당에 머무르게 되었다. 르펜 대표는 "마크롱 대통령과 극좌의 어색한 동맹만 없었더라면 우리가 절대 과반이었을 뿐"이라며 추후 선거에서의 승리를 다짐했다.

### 자금 횡령
2024년 11월, 국민전선 대표 재직 시절이던 2004년~2016년 유럽 의회에서의 의회활동 지원 예산 290만 유로 (약 46억원)를 보좌진 관련 급여 등으로 쓰는 등 사적으로 유용한 혐의로 기소되었다. 프랑스 검찰은 이와 관련해 "공직 제한은 항소 여부와 무관하게 즉시 발효해야 한다"고 요구하였다.
2025년 3월 31일 1심을 맡은 파리 형사법원은 피고의 혐의를 인정하고 징역 4년 (전자팔찌 착용 후 2년간 가택연금)에 벌금 10만 유로, 공직선거 5년 출마 금지를 선고하였다. 르펜이 지역구 의원으로 있는 파드칼레 11구 하원의원직은 유지되지만, 항소심이 조기에 진행되어 선고가 뒤집히지 않는 이상 2027년 프랑스 대통령 선거를 비롯한 이후의 선거 출마는 사실상 불가능할 것으로 전망되고 있다. 1심 선고 직후 파리 항소법원은 2026년 여름 이전에 판결을 내릴 것이라는 성명을 밝혔다.
차기 유력 대선주자였던 르펜 대표의 유죄 선고에 대해 프랑스 정계는 혼란에 빠졌다. 르펜 대표 본인은 "민주주의에 대한 부정"이자 "재판관이 프랑스 국민으로부터 대선 승리 유력 후보를 앗아간 날"이라 반발하였고, 법원 앞에서는 르펜 대표의 지지자들이 시위를 벌였다. 에마뉘엘 마크롱 프랑스 대통령은 "사법부는 독립적이며 누구에게나 동일하다"고 강조한 반면, 도널드 트럼프 미국 대통령은 "마녀사냥"이라며 르펜을 옹호하는 반응을 보였다.

## 역대 선거 결과
| 선거명 | 직책명                         | 대수 | 정당     | 1차 득표율 | 1차 득표수  | 2차 득표율 | 2차 득표수   | 결과         | 당락                       |
| ------ | ------------------------------ | ---- | -------- | ---------- | ----------- | ---------- | ------------ | ------------ | -------------------------- |
| 1993년 | 하원의원 (파드칼레 제16선거구) | 10대 | 국민전선 | 11.10%     | 3,963표     |            |              | 3위          | 낙선                       |
| 2002년 | 하원의원 (파드칼레 제13선거구) | 12대 | 국민전선 | 24.24%     | 10,228표    | 32.30%     | 12,266표     | 2위          | 낙선                       |
| 2004년 | 일드프랑스 지방지사            | 4대  | 국민전선 | 12.26%     | 448,983표   | 10.11%     | 395,516표    | 3위          | 낙선                       |
| 2004년 | 유럽의원 (일드프랑스 선거구)   | 6대  | 국민전선 | 8.58%      | 234,893표   |            |              | 비례대표 1번 | 일드프랑스 유럽의원 당선   |
| 2007년 | 하원의원 (파드칼레 제14선거구) | 13대 | 국민전선 | 24.47%     | 10,593표    | 41.65%     | 17,107표     | 2위          | 낙선                       |
| 2009년 | 유럽의원 (노르파드칼레 선거구) | 7대  | 국민전선 | 10.18%     | 253,009표   |            |              | 비례대표 1번 | 노르파드칼레 유럽의원 당선 |
| 2010년 | 노르파드칼레 지방지사          | 5대  | 국민전선 | 18.31%     | 224.871표   | 22.20%     | 301,190표    | 3위          | 낙선                       |
| 2012년 | 대통령                         | 24대 | 국민전선 | 17.90%     | 6,421,773표 |            |              | 3위          | 낙선                       |
| 2012년 | 하원의원 (파드칼레 제11선거구) | 14대 | 국민전선 | 42.26%     | 22,460표    | 49.89%     | 26,696표     | 2위          | 낙선                       |
| 2015년 | 노르파드칼레피카르디 지방지사  | 1대  | 국민전선 | 40.64%     | 909,025표   | 42.23%     | 1,015,662표  | 2위          | 낙선                       |
| 2017년 | 대통령                         | 25대 | 국민전선 | 21.30%     | 7,678,491표 | 33.90%     | 10,653,798표 | 2위          | 낙선                       |
| 2017년 | 하원의원 (파드칼레 제11선거구) | 15대 | 국민전선 | 46.02%     | 19,997표    | 58.60%     | 22,769표     | 1위          | 파드칼레주 하원의원 당선   |
| 2022년 | 대통령                         | 26대 | 국민전선 | 23.15%     | 8,133,828표 | 41.46%     | 13,297,760표 | 2위          | 낙선                       |
| 2022년 | 하원의원 (파드칼레 제11선거구) | 16대 | 국민전선 | 53.96%     | 21,219표    | 61.03%     | 22,303표     | 1위          | 파드칼레주 하원의원 당선   |
| 2024년 | 하원의원 (파드칼레 제11선거구) | 17대 | 국민전선 | 61.03%     | 22,303표    |            |              | 1위          | 파드칼레주 하원의원 당선   |

## 저서
- À contre flots, Jacques Grancher, 2006 ISBN 2-7339-0957-6(프랑스어)